# Japón en los Juegos Paralímpicos
Japón en los Juegos Paralímpicos está representado por el Comité Paralímpico Japonés, miembro del Comité Paralímpico Internacional.
Ha participado en 16 ediciones de los Juegos Paralímpicos de Verano, su primera presencia tuvo lugar en Tokio 1964. El país ha obtenido un total de 468 medallas en las ediciones de verano: 141 de oro, 150 de plata y 177 de bronce.
En los Juegos Paralímpicos de Invierno ha participado en todas las ediciones (13 en total). El país ha conseguido un total de 97 medallas en las ediciones de invierno: 27 de oro, 33 de plata y 37 de bronce.
Este país fue anfitrión de los Juegos Paralímpicos de Verano en dos ocasión: Tokio 1964 y Tokio 2020, y de los Juegos de Invierno en una ocasión: Nagano 1998.

## Medallero

### Por edición
| Evento                                | Oro | Plata | Bronce | Total |
| ------------------------------------- | --- | ----- | ------ | ----- |
| Tokio 1964                            | 1   | 5     | 4      | 10    |
| Tel Aviv 1968                         | 2   | 2     | 8      | 12    |
| Heidelberg 1972                       | 4   | 5     | 3      | 12    |
| Toronto 1976                          | 10  | 6     | 3      | 19    |
| Arnhem 1980                           | 9   | 10    | 7      | 26    |
| Nueva York 1984 Stoke Mandeville 1984 | 9   | 7     | 8      | 24    |
| Seúl 1988                             | 17  | 12    | 17     | 46    |
| Barcelona 1992                        | 8   | 7     | 15     | 30    |
| Atlanta 1996                          | 14  | 10    | 13     | 37    |
| Sídney 2000                           | 13  | 17    | 11     | 41    |
| Atenas 2004                           | 17  | 15    | 20     | 52    |
| Pekín 2008                            | 5   | 14    | 8      | 27    |
| Londres 2012                          | 5   | 5     | 6      | 16    |
| Río de Janeiro 2016                   | 0   | 10    | 14     | 24    |
| Tokio 2020                            | 13  | 15    | 23     | 51    |
| París 2024                            | 14  | 10    | 17     | 41    |
| TOTAL                                 | 141 | 150   | 177    | 468   |

| Evento              | Oro | Plata | Bronce | Total |
| ------------------- | --- | ----- | ------ | ----- |
| Örnsköldsvik 1976   | 0   | 0     | 0      | 0     |
| Geilo 1980          | 0   | 0     | 0      | 0     |
| Innsbruck 1984      | 0   | 0     | 0      | 0     |
| Innsbruck 1988      | 0   | 0     | 2      | 2     |
| Albertville 1992    | 0   | 0     | 2      | 2     |
| Lillehammer 1994    | 0   | 3     | 3      | 6     |
| Nagano 1998         | 12  | 16    | 13     | 41    |
| Salt Lake City 2002 | 0   | 0     | 3      | 3     |
| Turín 2006          | 2   | 5     | 2      | 9     |
| Vancouver 2010      | 3   | 3     | 5      | 11    |
| Sochi 2014          | 3   | 1     | 2      | 6     |
| Pyeongchang 2018    | 3   | 4     | 3      | 10    |
| Pekín 2022          | 5   | 14    | 8      | 27    |
| TOTAL               | 27  | 33    | 37     | 97    |

### Por deporte
| Evento                        | Oro | Plata | Bronce | Total |
| ----------------------------- | --- | ----- | ------ | ----- |
| Atletismo                     | 61  | 72    | 67     | 200   |
| Bádminton                     | 5   | 2     | 6      | 13    |
| Baloncesto en silla de ruedas | 0   | 1     | 2      | 3     |
| Bochas                        | 1   | 2     | 3      | 6     |
| Bolos sobre hierba            | 2   | 2     | 1      | 5     |
| Ciclismo                      | 6   | 7     | 6      | 19    |
| Dartchery                     | 0   | 0     | 2      | 2     |
| Esgrima en silla de ruedas    | 0   | 1     | 0      | 1     |
| Golbol                        | 2   | 0     | 2      | 4     |
| Halterofilia                  | 0   | 0     | 1      | 1     |
| Judo                          | 14  | 10    | 12     | 36    |
| Natación                      | 33  | 33    | 47     | 113   |
| Rugby en silla de ruedas      | 1   | 0     | 2      | 3     |
| Tenis en silla de ruedas      | 7   | 2     | 5      | 14    |
| Tenis de mesa                 | 4   | 5     | 10     | 19    |
| Tiro                          | 0   | 0     | 1      | 1     |
| Tiro con arco                 | 5   | 12    | 9      | 26    |
| Triatlón                      | 0   | 1     | 1      | 2     |
| TOTAL                         | 141 | 150   | 177    | 468   |

| Evento                     | Oro | Plata | Bronce | Total |
| -------------------------- | --- | ----- | ------ | ----- |
| Biatlón                    | 2   | 2     | 2      | 6     |
| Carrera de trineo en hielo | 9   | 12    | 11     | 32    |
| Esquí alpino               | 11  | 15    | 21     | 47    |
| Esquí de fondo             | 4   | 3     | 2      | 9     |
| Hockey sobre hielo         | 0   | 1     | 0      | 1     |
| Snowboard                  | 1   | 0     | 1      | 2     |
| TOTAL                      | 27  | 33    | 37     | 97    |